# Лобзув
Лобзув (пол. Łobzów) — село в Польщі, у гміні Вольбром Олькуського повіту Малопольського воєводства.
Населення — 1072 особи (2011).
У 1975-1998 роках село належало до Катовицького воєводства.

## Демографія
Демографічна структура станом на 31 березня 2011 року:
|          | Загалом | Допрацездатний вік | Працездатний вік | Постпрацездатний вік |
| -------- | ------- | ------------------ | ---------------- | -------------------- |
| Чоловіки | 542     | 115                | 353              | 74                   |
| Жінки    | 530     | 104                | 286              | 140                  |
| Разом    | 1072    | 219                | 639              | 214                  |